# Brian Aguirre
Pour les articles homonymes, voir Aguirre.
Brian Aguirre, né le 6 janvier 2003 à Granadero Baigorria (en) en Argentine, est un footballeur argentin qui évolue au poste d'ailier gauche à Boca Juniors.

## Biographie

### En club
Né à Granadero Baigorria (en) en Argentine, Brian Aguirre est formé au Newell's Old Boys. Il joue son premier match le 26 avril 2021, lors d'une rencontre de coupe de la ligue face au Gimnasia La Plata. Il entre en jeu et son équipe s'incline par deux buts à un,.
Aguirre inscrit son premier but en professionnel le 5 avril 2023, lors d'une rencontre de Copa Sudamericana face aux Chiliens de l'Audax Italiano. Titulaire, il donne la victoire à son équipe en étant l'unique buteur de la partie
Le 7 juillet 2024, Brian Aguirre rejoint l'un des clubs les plus importants du pays, Boca Juniors. Il signe un contrat courant jusqu'en décembre 2028.

### En sélection
Brian Aguirre représente l'équipe d'Argentine des moins de 20 ans. Il est retenu avec cette équipe par le sélectionneur Javier Mascherano afin de participer à la coupe du monde des moins de 20 ans en 2023. Lors de cette compétition organisée en Argentine il joue trois matchs et marque un but. Son équipe est éliminée en huitièmes de finale par le Nigeria (0-2 score final).